# Albert Kündig

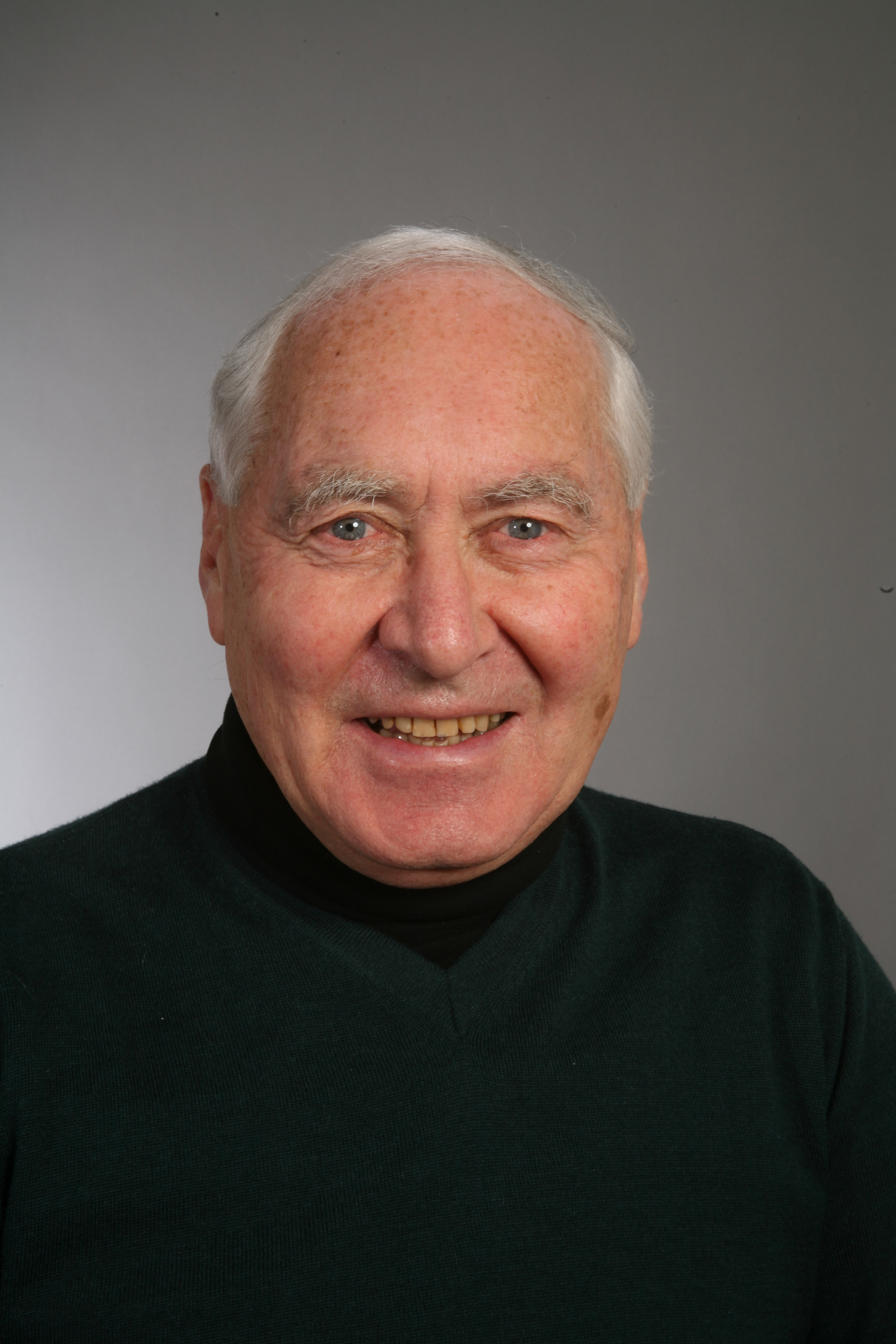
Albert Kündig, 2013

Albert Kündig (* 19. Februar 1937 in Zürich, heimatberechtigt in Pfäffikon ZH) ist ein Schweizer Elektroingenieur und Hochschullehrer.

## Leben
Kündig wuchs in Pfäffikon im Kanton Zürich auf. An der Kantonsschule Winterthur erwarb er 1956 die Maturität, studierte Elektrotechnik an der ETH Zürich und erhielt 1961 das Diplom als Elektroingenieur. Nach eineinhalbjähriger Assistenztätigkeit am Institut für Hochfrequenztechnik der ETH schloss er 1964 Studien an der Harvard University mit dem Master of Science in Applied Physics ab. Dann trat er in die Forschungsabteilung der Schweizer PTT ein, wo er zusammen mit Walter Neu an Projekten zur digitalen Übertragung und Vermittlung arbeitete. Bereits 1966 konzipierten sie eine rein digitale Vermittlungseinheit für Telefonkanäle und präsentierten 1967 einen Vorschlag für ein umfassendes digitales Netz, nachdem labormässig sowohl eine digitale Vermittlungseinheit und PCM-Übertragungsstrecken realisiert waren. Dies gab 1967 den Anstoss zur Bildung der Arbeitsgemeinschaft PCM – bestehend aus der PTT und ihren drei grössten Lieferfirmen Hasler AG, Siemens-Albis AG und Standard Telephon und Radio als Teil von ITT – welche mit der Eigenentwicklung des schweizerischen Integrierten Fernmeldesystems (IFS) beauftragt wurde. Berufsbegleitend promovierte Kündig 1974 an der ETH bei Ernst Baumann und Heinrich Emil Weber mit der Arbeit Zur Beurteilung der Verzerrungen bei getasteter Sprachübertragung. In der Forschungsabteilung der PTT übernahm er zunehmend Verantwortung, so mit dem Aufbau einer neuen Organisationseinheit für Informatik und der Führung der leitergebundenen Nachrichtentechnik. Er leitete in dieser Zeit auch eine Entwicklungsgemeinschaft der drei Firmen Autophon, Gfeller und Zellweger zusammen mit der PTT-Forschungsabteilung zur Entwicklung von Multiplexern sowie von einem Bilschirmtelefon. Kündig war auch für die Erarbeitung des sogenannten Datenkonzepts der PTT verantwortlich, in dessen Rahmen später paketvermittelte Datendienste eingeführt wurden. Etwa 1979 stellte man fest, dass im IFS-Projekt insbesondere der Softwareaufwand unterschätzt wurde, die komplexe Organisation hinderlich und dieses Projekt in Verzug zu parallel laufenden ausländischen Entwicklungen geraten war. Kündig wurde daraufhin mit der Reorganisation und Leitung des Projekts beauftragt. Das Projekt IFS musste schliesslich 1983 aufgegeben werden. Mit ein Grund war, dass kaum mehr Exportchancen bestanden.
Kündig wurde 1983 als ordentlicher Professor für Systemtechnik in den Fachbereich Elektrotechnik an der ETH Zürich berufen. Dort setzte er sich vor allem für eine zeitgemässe Ausbildung der Elektroingenieure in Informatik und für das Fachstudium im Bereich der Kommunikationsnetze ein. Zu seinen Forschungsschwerpunkten zusammen mit seinen Doktoranden zählten die Multimediakommunikation in Hochleistungsnetzen, die Entwicklungsmethodik für zeit- und sicherheitskritische Systeme  sowie Sprachsynthese und Spracherkennung. Zusammen mit Bernhard Plattner gründete er 1989 das neue Institut für Technische Informatik und Kommunikationsnetze, das sich rasch zu einer der grössten Einheiten im Departement entwickelte. Als Vorsteher der Abteilung Elektrotechnik übernahm Kündig auch Aufgaben ausserhalb seines Instituts. Als Studiendelegierter des Departements war er zwischen 1998 und 2001 für die Einführung des Bachelor/Master-Studiengangs verantwortlich. Er setzte sich unter anderem für einen grösseren Stellenwert der Geistes- und Sozialwissenschaften in der Ingenieurausbildung ein – ein Aspekt, der auch bei seiner langjährigen Tätigkeit im Leitungsgremium der Schweizer Technologiefolgenabschätzung TA-Swiss zum Tragen kam. Gegen Ende seiner Laufbahn an der ETHZ gab er einen persönlichen Rückblick auf seine Berufung zu einer angewandten Studienrichtung und den weiteren Verlauf seiner Berufslaufbahn. Er emeritierte am 1. April 2002.
Nach seiner Emeritierung wurde er für das Museum seiner Wohngemeinde Münsingen BE aktiv und leitete das Buchprojekt für eine Ortsgeschichte. Ergebnisse veröffentlichte er als Beiträge im Buch Münsingen: Geschichte und Geschichten. sowie als Sammelsurium Münsingen 1965.

## Weitere Tätigkeiten
- Präsident der Informationstechnischen Gesellschaft (ITG)
- Governor International Council for Computer Communications
- Chairman IEEE Switzerland Section
- Mitglied Leitungsteam für Technologiefolgeabschätzung des Schweizerischen Wissenschaftsrates (TA-Swiss)[1]
- Board Member IT’IS Foundation
- 1976 + 1986 Chairman International Zurich Seminar on Digital Communication
- 1988–1999: Verwaltungsrat Ascom Tech AG, Bern
- 1989–1993: Verwaltungsrat Telecolumbus AG, Baden AG
- 1997/1998: Gastwissenschafter MIT Laboratory of Computer Science
- 2002: Visiting Professor, University of New South Wales, Sydney.
- 2004–2006: Vertrauensperson ETH Zürich für Fragen bezüglich Integrität in Forschung und bei Verdacht auf wissenschaftliches Fehlverhalten
- Präsident Stiftung Berner Taufzettel, Sammlungen Bärtschi und Bieri.

## Veröffentlichungen
- mit Danielle Bütschi (Hrsg.): Die Verselbständigung des Computers.  vdf Hochschulverlag AG, Zürich 2008. ISBN 978-3-7281-3201-7.
- Lehre und Forschung an der ETH Zürich: Das Departement Informationstechnologie und Elektrotechnik. Schweizerische Akademie der Technischen Wissenschaften, Birkhäuser 2005, S. 105–110. ISBN 978-3-7643-7533-1.